# شهرستان پوخویستنفسکی
شهرستان پوخویستنفسکی (به لاتین: Pokhvistnevsky District) یک شهرستان در روسیه است که در استان سامارا واقع شده‌است.